# 선박등기
선박등기(船舶登記) 현행법은 총톤수 20톤 이상의 기선과 범선(선박), 100톤이상의 부선에 대해서만 등기제도를 인정하고 있는데, 선박등기부에 선박등기법이 정한 바에 따라 선박의 소유권·저당권·임차권 등 선박에 관한 사항을 기록하는 것을 가리킨다.
선박의 등기는 선적항을 관할하는 지방법원, 동지원 또는 등기소에서 행한다

## 참고 문헌
- 이 문서에는 다음커뮤니케이션(현 카카오)에서 GFDL 또는 CC-SA 라이선스로 배포한 글로벌 세계대백과사전의 내용을 기초로 작성된 글이 포함되어 있습니다.